# Талер, Кристиан
Кристиан Талер (нем. Christian J. Thaler, Prof. Dr. med.) — немецкий учёный-медик, профессор, доктор медицины, автор книг и научных публикаций.
С 1998 года является профессором в клинике «Гроссхадерн» (Großhadern) университета Людвига-Максимилина, Мюнхен, позднее возглавил направление гинекологической эндокринологии, планирования семьи и репродуктивной медицины.
Профессор Талер также работал в центре репродуктивной и трансплатационной иммунологии (Индианаполис, США), в центре вспомогательных репродуктивных технологий гинекологического госпиталя Бригхем, Гарвардской медицинской школы (Бостон, США), в медицинской школе Аберден (Аберден, Англия), в отделении гинекологической эндокринологии университета Гёте (Франкфурт-на-Майне, Германия).
Профессор Талер является председателем объединения университетских репродукционных центров, многие годы был вице-президентом Американской Ассоциации Репродуктивной Иммунологии. В область его интересов входят влияние микроэлементов и витаминов на функцию яичников, механизмы имплантации эмбриона, гормональные и иммунологоческие процессы в ранних сроках беременности.
Профессор Талер является автор и соавтор многих книг, статей и научных публикаций.